# Giro del Medio Brenta
Der Giro del Medio Brenta ist ein italienisches Eintagesrennen im Straßenradsport.
Das vom Veloce Club Villa del Conte veranstaltete Rennen wird jährlich in der Provinz Padua (Region Venetien) im Juli zwischen Cittadella und Villa del Conte ausgetragen. Start- und Zielort ist Cittadella.
Der Wettbewerb wird seit 1986 ausgetragen und wurde bis 1996 Amateurrennen ausgetragen. Seit 1996 ist Teil der UCI Europe Tour in der UCI-Kategorie 1.2.

## Sieger
Unter den Siegern finden sich einige Rennfahrer, welche zu einem späteren Zeitpunkt größere, wichtigere Radrennen gewonnen haben, wie unter anderem die späteren Giro-d’Italia-Sieger Gilberto Simoni und Damiano Cunego.
| Jahr | Sieger                           | Zweiter                          | Dritter                          |
| ---- | -------------------------------- | -------------------------------- | -------------------------------- |
| 1986 | Giorgio Furlan                   | Paolo Dal Bianco                 | Silvano Lorenzon                 |
| 1987 | Dario Bottaro                    | Fabrizio Nespoli                 | Gabriele Bezzi                   |
| 1988 | Giuliano Pavanello               | Stefano Dalla Pozza              | Dario Bottaro                    |
| 1989 | Cristian Zanolini                | Carlo Cobalchini                 | Biagio Conte                     |
| 1990 | Paolo Lanfranchi                 | Davide Rebellin                  | Gabriele Valentini               |
| 1991 | Valerio Galeazzi                 | Corrado Braga                    | Carlo Finco                      |
| 1992 | Gilberto Simoni                  | Cristian Zanolini                | Emilio Mazzer                    |
| 1993 | Ilario Scremin                   | Amilcare Tronca                  | Gabriele Dalla Valle             |
| 1994 | Mirko Lauria                     | Michele Colleoni                 | Alessandro Brendolin             |
| 1995 | Claudio Camin                    | Oscar Dalla Costa                | Alessandro Nascimbene            |
| 1996 | Marco Gili                       | Pawel Schumanow                  | Alain Turicchia                  |
| 1997 | Marco Serpellini                 | Andrea Patuelli                  | Michele Laddomada                |
| 1998 | Matteo Tosatto                   | Emanuele Lupi                    | Nicola Ramacciotti               |
| 1999 | Devis Miorin                     | Fabio Malberti                   | Fausto Dotti                     |
| 2000 | Matteo Carrara                   | Alessandro Baronti               | Thomas Muhlbacher                |
| 2001 | Saša Sviben                      | Andris Reiss                     | Maurizio Vandelli                |
| 2002 | Damiano Cunego                   | Leonardo Bertagnolli             | Remmert Wielinga                 |
| 2003 | Przemysław Niemiec               | Timothy David Jones              | Francesco Bellotti               |
| 2004 | Ruslan Pidgornyy                 | Andrea Moletta                   | Maurizio Carta                   |
| 2005 | Manuele Spadi                    | Fortunato Baliani                | Paolo Bailetti                   |
| 2006 | keine Austragung                 | keine Austragung                 | keine Austragung                 |
| 2007 | Adriano Angeloni                 | Alessio Signego                  | Luigi Sestili                    |
| 2008 | Robert Vrečer                    | Massimo Giunti                   | Alessandro Donati                |
| 2009 | Christian Delle Stelle           | Andrea Piechele                  | Enrico Battaglin                 |
| 2010 | Luigi Miletta                    | Diego Zanco                      | Eldar Dzhabrailov                |
| 2011 | Moreno Moser                     | Enrico Battaglin                 | Dennis Vanendert                 |
| 2012 | Matteo Busato                    | Matteo Marcolin                  | Matthias Krizek                  |
| 2013 | Federico Rocchetti               | Matteo Collodel                  | Alex Turrin                      |
| 2014 | Klemen Štimulak                  | Roman Semyonov                   | Gianluca Milani                  |
| 2015 | Michele Gazzara                  | Paolo Brundo                     | Simone Petilli                   |
| 2016 | Fausto Masnada                   | Mark Padun                       | Nicola Gaffurini                 |
| 2017 | Michele Gazzara                  | Amanuel Ghebreigzabhier          | Andrea Garosio                   |
| 2018 | Alexander Evtushenko             | Simone Ravanelli                 | Zahiri Abderrahim                |
| 2019 | Simone Ravanelli                 | Filippo Zana                     | Fabio Mazzucco                   |
| 2020 | wegen COVID-19-Pandemie abgesagt | wegen COVID-19-Pandemie abgesagt | wegen COVID-19-Pandemie abgesagt |
| 2021 | Didier Merchan                   | Henok Mulubrhan                  | Simone Raccani                   |
| 2022 | Thomas Pesenti                   | Davide De Pretto                 | Andrea Garosio                   |
| 2023 | Giulio Pellizzari                | Luca Cretti                      | Manuele Tarozzi                  |